# Bộ Chính trị Đảng Cộng sản Trung Quốc
Bộ Chính trị Trung ương Đảng Cộng sản Trung Quốc, tức Bộ Chính trị Ủy ban Trung ương Đảng Cộng sản Trung Quốc, gọi tắt là Bộ Chính trị Đảng Cộng sản Trung Quốc. Trước năm 1927 còn có tên khác là Trung ương Cục (中央局). Không như các Bộ Chính trị của các Đảng Cộng sản các nước khác, quyền lực trong Bộ Chính trị tại Trung Quốc thực tế được tập trung tại Ủy ban Thường vụ Bộ Chính trị. Bộ Chính trị được Ủy ban Trung ương bầu ra.
Bộ Chính trị được thành lập tại Hội nghị Trung ương thứ 1 Khóa 5 (1927). Ngày 20 tháng 5 năm 1943 Bộ Chính trị thông qua "quyết định về điều chỉnh cơ cấu và tinh giản trong Trung ương Đảng ". Ở giữa phiên họp toàn thể, toàn bộ lãnh đạo của Bộ Chính trị chịu trách nhiệm cho công việc, quyền quyết định tất cả các vấn đề lớn. Bộ Chính trị của Đảng Cộng sản Trung Quốc là cơ quan cao nhất Quản lý đất nước, chính quyền và cơ quan quân sự, các văn phòng và các phòng ban điều hành.
Sức mạnh thực tế của Bộ Chính trị nằm ở chức vụ của các thành viên đang tại nhiệm trong Chính quyền Nhà nước. Ngoài ra một số Ủy viên Bộ Chính trị cũng đứng đầu khu vực. Các kỳ họp được diễn ra định kỳ 1 tháng 1 lần, so với Ủy ban Thường vụ Bộ Chính trị là 1 tuần 1 lần. Chương trình nghị sự do Tổng Bí thư điều hành và các quyết định được thông qua đồng thuận chứ không phải theo đa số.
Các thành viên trong Bộ Chính trị thường được gọi là các Ủy viên Bộ Chính trị. Sau khi thành lập nước Trung Quốc, các Ủy viên trong Bộ Chính trị, Đại hội Đại biểu Nhân dân toàn quốc, Quốc vụ viện, Quân ủy Trung ương, Ủy ban toàn quốc Hội nghị Chính trị Hiệp thương Nhân dân, các cơ quan tương đương, các cơ quan chủ yếu đảm nhiệm thuộc Đảng tại Tỉnh, Thành thường được gọi là "Lãnh đạo Đảng và Nhà nước".
Từ năm 1982, tại kỳ họp Đại hội Đảng lần thứ 12 đã bãi bỏ chức vụ Chủ tịch Đảng và Phó Chủ tịch. Xếp hạng trong Bộ Chính trị được xếp theo thứ tự Bảng chữ cái (giản thể). Không giống Ban Thường vụ Bộ Chính trị sắp xếp theo chức vụ Trung ương.
Các chức vụ thường xuyên cơ cấu trong Bộ Chính trị Đảng Cộng sản Trung Quốc gồm có: Tổng Bí thư, Chủ tịch nước, Tổng lý Quốc vụ viện (Thủ tướng), Ủy viên trưởng Ủy ban Thường vụ Đại hội Đại biểu Nhân dân Toàn quốc (Chủ tịch Quốc hội), Chủ tịch Hội nghị Hiệp thương Chính trị Nhân dân Trung Quốc, Phó Chủ tịch nước Cộng hòa Nhân dân Trung Hoa, Bí thư Ban Bí thư, Phó Tổng lý Quốc vụ viện (Phó Thủ tướng), Phó Ủy viên trưởng Ủy ban Thường vụ Đại hội Đại biểu Nhân dân Toàn quốc (Phó Chủ tịch Quốc hội), Phó Chủ tịch Quân ủy Trung ương, Bí thư Ủy ban Kiểm tra Kỷ luật Trung ương, Chánh Văn phòng Trung ương Đảng, Bí thư Ủy ban Chính trị Pháp luật, Trưởng Ban Tuyên truyền Trung ương, Trưởng Ban Tổ chức Trung ương, Bí thư Thành ủy Bắc Kinh, Bí thư Thành ủy Thượng Hải, Bí thư Thành ủy Thiên Tân, Bí thư Tỉnh ủy Quảng Đông, Bí thư Thành ủy Trùng Khánh, Bí thư Khu ủy Tân Cương.
Các thành viên không thường xuyên cơ cấu: Phó Chủ tịch Hội nghị Hiệp thương Chính trị Nhân dân Trung Quốc, Bộ trưởng Bộ Ngoại giao, Bộ trưởng Bộ Quốc phòng, Bộ trưởng Bộ Công an, Bí thư Khu ủy Tây Tạng.

## Tư cách Ủy viên Bộ Chính trị
Các thành viên ứng cử lần đầu vào Bộ Chính trị phải có độ tuổi không quá 63 và đã đảm nhiệm các chức vụ cán bộ cao cấp và cán bộ quân sự. Sau đó sẽ được Ủy ban Trung ương Đảng bầu vào thời gian diễn ra Đại hội Đảng theo định kỳ.
Ngoài ra Trung ương Đảng và Ủy ban Kiểm tra Kỷ luật Trung ương cũng đề nghị các ứng viên, nghiên cứu, đề cử vào Ủy ban Thường vụ Bộ Chính trị.

## Bộ Chính trị hiện nay
Bộ Chính trị khóa XX được bầu tại Hội nghị toàn thể lần thứ nhất của Ủy ban Trung ương Đảng Cộng sản Trung Quốc khóa XX tháng 10 năm 2022.
| Chữ Hán | Tên               | Năm sinh | K         | Chức vụ |
| ------- | ----------------- | -------- | --------- | --- |
| 习近平  | Tập Cận Bình      | 1953     | —         | Tổng Bí thư Chủ tịch nước Chủ tịch Quân ủy Trung ương                                                                             |
| 李强    | Lý Cường          | 1959     | —         | Thủ tướng Quốc vụ viện |
| 赵乐际  | Triệu Lạc Tế      | 1957     | —         | Ủy viên trưởng Ủy ban Thường vụ Đại hội Đại biểu Nhân dân Toàn quốc                                                               |
| 王沪宁  | Vương Hỗ Ninh     | 1955     | —         | Chủ tịch Ủy ban Toàn quốc Hội nghị Hiệp thương Chính trị Nhân dân Trung Quốc                                                      |
| 蔡奇    | Thái Kỳ           | 1962     | —         | Bí thư Ban Bí thư Trung ương Đảng Cộng sản Trung Quốc (Chủ trì công tác thường vụ Ban Bí thư) Chủ nhiệm Văn phòng Trung ương Đảng |
| 丁薛祥  | Đinh Tiết Tường   | 1955     | —         | Phó Thủ tướng Quốc vụ viện (Xếp hạng thứ nhất)                                                                                    |
| 李希    | Lý Hi             | 1956     | —         | Bí thư Ủy ban Kiểm tra Kỷ luật Trung ương                                                                                         |
| 马兴瑞  | Mã Hưng Thụy      | 1959     | —         | Bí thư Đảng ủy Khu tự trị Tân Cương                                                                                               |
| 王毅    | Vương Nghị        | 1953     | —         | Chủ nhiệm Văn phòng Ủy ban Công tác Ngoại sự Trung ương                                                                           |
|         | Doãn Lực          | 1962     | —         | Bí thư Thành ủy Bắc Kinh |
|         | Hà Vệ Đông        | 1957     | Quân nhân | Phó Chủ tịch thứ hai Quân ủy Trung ương                                                                                           |
|         | Thạch Thái Phong  | 1956     |           | Phó Chủ tịch Chính hiệp Trung Quốc Trưởng Ban Công tác Mặt trận Thống nhất Trung ương Đảng Cộng sản Trung Quốc                    |
|         | Lưu Quốc Trung    | 1962     | —         | Phó Thủ tướng Quốc vụ viện |
|         | Lý Cán Kiệt       | 1964     | —         | Bộ trưởng Bộ Tổ chức Trung ương Đảng Cộng sản Trung Quốc                                                                          |
|         | Lý Hồng Trung     | 1956     | —         | Phó Ủy viên trưởng Ủy ban Thường vụ Đại hội Đại biểu Nhân dân Toàn quốc                                                           |
|         | Lý Thư Lỗi        | 1964     | —         | Trưởng Ban Tuyên truyền Trung ương                                                                                                |
|         | Hà Lập Phong      | 1955     | —         | Phó Thủ tướng Quốc vụ viện |
|         | Trương Quốc Thanh | 1964     | —         | Phó Thủ tướng Quốc vụ viện |
| 张又侠  | Trương Hựu Hiệp   | 1950     | Quân nhân | Phó Chủ tịch thứ nhất Quân ủy Trung ương                                                                                          |
|         | Trần Văn Thanh    | 1960     | —         | Bí thư Ủy ban Chính trị Pháp luật Trung ương                                                                                      |
|         | Trần Cát Ninh     | 1964     | —         | Bí thư Thành ủy Thượng Hải |
| 陈敏尔  | Trần Mẫn Nhĩ      | 1960     | —         | Bí thư Thành ủy Thiên Tân |
|         | Viên Gia Quân     | 1962     | —         | Bí thư Thành ủy Trùng Khánh |
| 黄坤明  | Hoàng Khôn Minh   | 1956     | —         | Bí thư Tỉnh ủy Quảng Đông |

## Danh sách Ủy viên Bộ Chính trị các khóa

### Đại hội Đảng Cộng sản Trung Quốc lần thứ 18(2012)
(2012–2017)

### Đại hội Đảng Cộng sản Trung Quốc lần thứ 17(2007)
(2007–2012)

### Đại hội Đảng Cộng sản Trung Quốc lần thứ 16 (2002)
(2002–2007)

### Đại hội Đảng Cộng sản Trung Quốc lần thứ 15 (1997)
(1997–2002)

### Đại hội Đảng Cộng sản Trung Quốc lần thứ 14 (1992)
(1992–1997)

### Đại hội Đảng Cộng sản Trung Quốc lần thứ 13 (1987)
(1987–1992)

### Đại hội Đảng Cộng sản Trung Quốc lần thứ 12 (1982)
(1982–1987)

### Đại hội Đảng Cộng sản Trung Quốc lần thứ 11 (1977)
(1977–1982)

### Đại hội Đảng Cộng sản Trung Quốc lần thứ 10 (1973)
(1973–1977)

### Đại hội Đảng Cộng sản Trung Quốc lần thứ 9 (1969)
(1969–1973)

### Đại hội Đảng Cộng sản Trung Quốc lần thứ 5 (1927)
Hội nghị Trung ương lần thứ 1 Khóa 5 (1927) bầu ra 8 Ủy viên Bộ Chính trị và 2 Ủy viên Dự khuyết
Ủy viên: Trần Độc Tú (Chủ tịch Trung ương và Cục Chính trị), Thái Hòa Sâm, Lý Duy Hán, Cù Thu Bạch, Trương Quốc Đào, Đàm Bình Sơn, Lý Lập Tam, Chu Ân Lai.

### Đại hội Đảng Cộng sản Trung Quốc lần thứ 4 (1925)
Hội nghị Trung ương lần thứ 1 Khóa 4 (1925) bầu ra 5 Ủy viên Bộ Chính trị.
Ủy viên: Trần Độc Tú (Chủ tịch Trung ương và Cục Chính trị), Bành Thuật Chi (Chủ nhiệm Cơ quan Tuyên truyền Trung ương), Trương Quốc Đào (Chủ nhiệm Cơ quan Công nông Trung ương), Thái Hòa Sâm (Ủy viên Cơ quan Tuyên truyền Trung ương), Cù Thu Bạch (Ủy viên Cơ quan Tuyên truyền).